# Pamela Sue Martin
Pamela Sue Martin, född 5 januari 1953 i Westport, Connecticut, är en amerikansk skådespelare. Hon spelade Fallon Carrington Colby i TV-serien Dynastin. På 1970-talet spelade hon även deckaren Kitty Drew i TV-serien med samma namn.
Hon var fotomodell i tonåren och spelade 1972 i filmen SOS Poseidon mot Gene Hackman.
Pamela Sue Martin har varit gift tre gånger och har en son. Hon driver idag en egen teater i Idaho. Hon är även engagerad i miljöfrågor.